# Buchnera reissiana
Buchnera reissiana är en snyltrotsväxtart som beskrevs av Buettn. och Adolf Engler. Buchnera reissiana ingår i släktet Buchnera och familjen snyltrotsväxter. Inga underarter finns listade i Catalogue of Life.